# Toledo Jim White Chevrolets 1942-1943
La stagione 1942-43 dei Toledo Jim White Chevrolets fu la 2ª e ultima nella NBL per la franchigia.
I Toledo Jim White Chevrolets fallirono a stagione in corso mentre avevano un record di 0-4.

## Roster
| N° | Naz.                   | Ruolo | Sportivo        | Anno | Alt. | Peso |
| -- | ---------------------- | ----- | --------------- | ---- | ---- | ---- |
|    | Stati Uniti (bandiera) | G     | Pat Hintz       | 1914 | 183  | 79   |
|    | Stati Uniti (bandiera) | A     | Bill Jones      | 1914 | 183  | 84   |
|    | Stati Uniti (bandiera) | AC    | Bob Gerber      | 1916 | 193  | 99   |
|    | Stati Uniti (bandiera) | AC    | Cortez Gray     | 1916 | 196  | 84   |
|    | Stati Uniti (bandiera) | AC    | Johnny Townsend | 1916 | 193  | 94   |
|    | Stati Uniti (bandiera) | AC    | Shannie Barnett | 1919 | 191  | 79   |
|    | Stati Uniti (bandiera) | G     | Al Price        | 1917 | 183  | 82   |
|    | Stati Uniti (bandiera) | GA    | Eddie Sadowski  | 1915 | 178  | 79   |
|    | Stati Uniti (bandiera) | G     | Casey Jones     | 1915 | 188  | 79   |
|    | Stati Uniti (bandiera) | A     | Zano Wast       | 1916 | 188  | 79   |

## Staff tecnico
Allenatore: Sid Goldberg